# Norvég Egyház

A címer

A Norvég Egyház (Den norske kirke Bokmål, illetve Den norske kyrkja Nynorsk nyelvjárásban) Norvégia állami egyháza. Evangélikus keresztény hitet vall. Hitelveinek alapja a Biblia, az Apostoli hitvallás, a Nicea–konstantinápolyi hitvallás, az Athanasiusi hitvallás, Luther Márton kis kátéja és az Ágostai hitvallás.
Az egyház tagja a 12 egyházat, köztük az európai anglikán egyházakat magába foglaló Porvooi Közösségnek. Azon lutheránus egyházak között van, amelyek aláírták a közös nyilatkozat a megigazulástanról című, történelmi ellentéteket feloldó dokumentumot is a római katolikus egyházzal.
A norvégok több, mint 80 százaléka tartozik az egyházhoz.

## Szervezete

A Norvég Egyház püspökségei

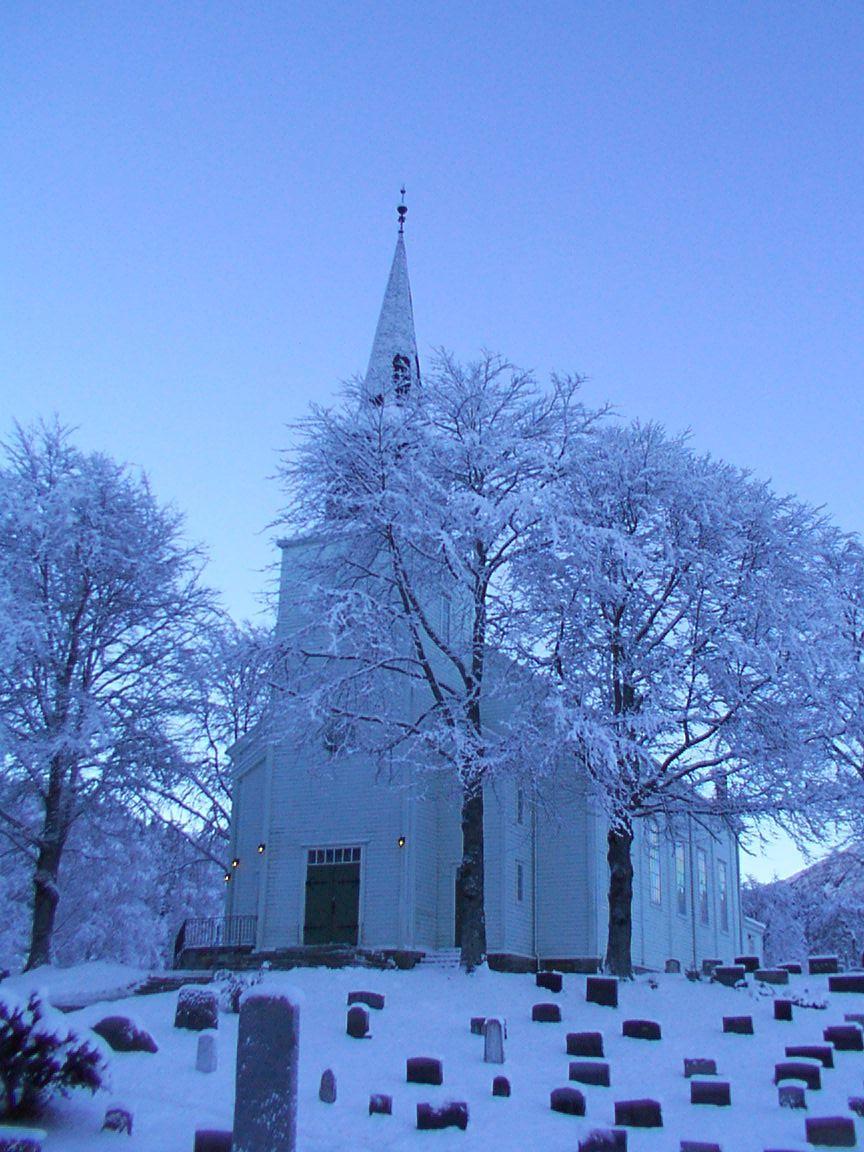
Førde kyrkje, Førde, Norvégia

A Norvég Egyház alkotmányos feje Norvégia királya, akinek az evangélikus hitet kell vallania. A Norvég Egyház ügyeiről a norvég parlament hoz törvényeket, beleértve a költségvetését is, központi adminisztrációját a Királyi Kulturális és Egyházügyi Minisztérium intézi.
Az egyház kongregacionális és episzkopális felépítésű, 1284 egyházközsége, 106 esperessége és a következő 11 püspöksége van:
- Oslo – Székhelye Oslo, hozzá tartozik még Asker és Bærum (püspöke Sunniva Gylver ).
- Borg – Székhelye Fredrikstad, az Oslótól délkeletre eső területek. (püspöke Helga Haugland Byfuglien).
- Hamar – Székhelye Hamar, az Oslótól északra és keletre eső, nem parti területek jórésze (püspöke Solveig Fiske).
- Tunsberg – Székhelye Tønsberg, az Oslótól délnyugatra eső parti területek és az északnyugatra eső belfölsi területek (püspöke Laila Riksaasen Dahl).
- Agder og Telemark – Székhelye Kristiansand, Délkelet-Norvégia (püspöke Stein Reinertsen).
- Stavanger – Székhelye Stavanger, Délnyugat-Norvégia (püspöke Ernst Oddvar Baasland).
- Bjørgvin – Székhelye Bergen, Nyugat-Norvégia bizonyos részei (püspöke Halvor Nordhaug).
- Møre – Székhelye Molde, Nyugat-Norvégia északi részei (püspöke Ingeborg Midttømme).
- Nidaros – Székhelye Trondheim, Trøndelag tartozik hozzá(püspöke Tor Singsaas).
- Sør-Hålogaland – Székhelye Bodø, Észak-Norvégia deli részei (püspöke Tor Berger Jørgensen).
- Nord-Hålogaland – Székhelye Tromsø, Észak-Norvégia maradék része (püspöke Per Oskar Kjølaas).

Az Egyház legfelső képviseleti szerve az évente ülésező Általános Zsinat, amelynek 85 tagja van. Minden püspökség hét vagy nyolc tagot delegál, közülük négy a kongregációk kinevezte világi tag, egy az egyházi alkalmazottak kinevezte világi, egyet a lelkészség és egyet a püspök delegál. A két legészakabbi püspökség számi közösségei is delegálnak egy-egy tagot. Képviselőket küld a három teológiai szeminárium, az Ifjúsági Tanács és a Nemzeti Tanács.
A Nemzeti Tanács, a Zsinat végrehajtó szerve évente ötször ül össze. Tizenöt tagja van, tíz világi, négy pap és egy püspök. Ügyeket készít elő a döntéshozáshoz és döntéseket hajt végre. Vannak állandó és ad hoc csoportjai, amelyek bizonyos fajta ügyekre szakosodtak, mint az egyházi szolgalat, az oktatás és az ifjúsági ügyek.
Külön Tanács foglalkozik az ökumenikus és nemzetközi ügyekkel, a Számi Egyházi Tanács pedig a bennszülött számi nép egyházi ügyeivel.
A 11 püspökből álló Püspöki Konferencia évente háromszor gyűlik össze és állásfoglalásokat bocsát ki különféle ügyekről.
Nemzeti szintű testület a Doktrína Bizottság (Den norske kirkes lærenemnd), de a püspökségi és alacsonyabb szinteken is vannak bizottságok es tanácsok különféle feladatokra.
Az Egyháznak 1600 temploma és kápolnája van. Az Egyházban több, mint 1200 lelkész teljesít szolgálatot, 2007-ben 20,6 százalékuk nő volt.